# Cesare Aimonetti
Cesare Aimonetti (Caluso, 16 maggio 1868 – 1950) è stato un topografo e geodeta italiano.

## Biografia
Si laurea in Fisica all'Università di Torino nel 1890, diventa assistente di geodesia e ne ottiene la cattedra nel 1910. Ha insegnato anche topografia negli istituti tecnici.
Come topografo ebbe fama mondiale, prese parte e organizzò molti congressi internazionali.
Nel 1900, mentre si preparava alla spedizione al Polo Nord, il Duca degli Abruzzi si fece insegnare da Aimonetti l'uso degli strumenti geodetici.
Dal 1910 è stato insegnante di ottica alla scuola di Fotografia del Photo-Club di Torino, e nel 1911, sempre a Torino, prese parte all'organizzazione dell'Esposizione Internazionale.

## Opere
- Determinazione relativa della gravità terrestre a Torino fatta nel 1896 mediante l'apparato pendolare di Sterneck, 1897
- Determinazione della gravità relativa nel Piemonte, 1899
- Determinazione della gravità relativa ad Aosta, Gran San Bernardo, Courmayeure Piccolo San Bernardo, 1900
- Determinazione della gravità relativa a Genova, Savona, Albenga e San Remo, 1901
- Determinazioni di gravità relativa in Piemonte eseguite coll'apparato pendolare di Sternek, 1903
- Determinazioni di gravità relativa nel Piemonte: eseguite nell'estate dell'anno 1904 coll'apparato pendolare di Sterneck, 1905
- Determinazione della latitudine della Specola Geodetica della R. Universita di Torino, 1908
- Una nuova maniera di costruire i livelli a cannocchiale, 1910
- Una modificazione all'apparato pendolare di Sterneck e nuova determinazione della gravita relativa a Torino e Genova, 1911
- Lezioni di topografia: Trigonometria, 1934
- Lezioni di topografia ad uso degli Istituti tecnici. In tre volumi:
  - vol. I: Trigonometria topografia, 1942
  - vol. II: Topografia, planimetria, agrimnesura, 1943
  - vol. III: Altimetria, celerimensura e fotogrammetria, applicazioni, 1942
  - voci "Geodesia", "Topografia", "Triangolazione" e altre simili nel "Grande Dizionario Enciclopedico" della ed. UTET